# Psicodeliamorsexo&distorção
Psicodeliamorsexo&distorção é o terceiro álbum de estúdio da banda Detonautas Roque Clube. Lançado em 2006, este é o disco mais pesado da banda, sendo evidentes as influências do grunge e do rock psicodélico. Diferente dos discos anteriores, não contém elementos do Rap e do Hip Hop. É o último álbum da banda lançado pela gravadora WEA Music, e também o último com o guitarrista Rodrigo Netto, que morreu no dia 4 de junho do mesmo ano.

## Faixas
| N.º | Título                                              | Letras                                     | Duração |  |
| 1.  | "No Escuro o Sangue Escorre"                        | Tico Santa Cruz                            | 3:22    |  |
| 2.  | "Não Reclame Mais"                                  | Tico Santa Cruz                            | 4:00    |  |
| 3.  | "Sonhos Verdes"                                     | Tico Santa Cruz/Renato Rocha               | 4:03    |  |
| 4.  | "Assim que Tem que Ser"                             | Tico Santa Cruz                            | 3:12    |  |
| 5.  | "Quem Sou Eu?"                                      | Tico Santa Cruz                            | 4:12    |  |
| 6.  | "Dia Comum"                                         | Rodrigo Netto/Tico Santa Cruz              | 6:03    |  |
| 7.  | "Prosseguir"                                        | Tico Santa Cruz                            | 4:28    |  |
| 8.  | "Você Me Faz Tão Bem"                               | Tico Santa Cruz                            | 3:24    |  |
| 9.  | "Ela Não Sabe (Mas Nós Sabemos)"                    | Tico Santa Cruz/Rodrigo Netto/Renato Rocha | 3:57    |  |
| 10. | "Apague a Luz"                                      | Tico Santa Cruz                            | 2:51    |  |
| 11. | "Insone"                                            | Tico Santa Cruz                            | 18:30   |  |
| 12. | "Tudo que Eu Falei Dormindo"                        | Rodrigo Netto                              | 4:56    |  |
| 13. | "Um Pouco Só do seu Veneno"                         | Tico Santa Cruz                            | 3:56    |  |
| 14. | "The Wrong Life In The Right Way" (Faixa Escondida) | Tico Santa Cruz                            | 2:17    |  |

## Ficha Técnica

### Detonautas Roque Clube
- Tico Santa Cruz - Voz
- Tchello - Baixo
- Renato Rocha - Guitarra, Violão, Piano e Vocal de apoio
- Rodrigo Netto - Guitarra e Vocal de apoio
- Fábio Brasil - Bateria
- Cléston - Percussão

### Músicos Adicionais
- Edu K - Voz, Guitarra, violões e teclados em ''Um Pouco Só do Seu Veneno''

### Créditos
- Produção - Edu K
- Mixagem - Tomás Magno no Estúdio Toca do Bandido (Rio de Janeiro).
- Masterização - Ted Jensen no Sterling Sound (Nova Iorque).

.
1. ↑  «Detonautas Roque Clube - Psicodeliamorsexo & Distorção». Discogs (em inglês). Consultado em 25 de outubro de 2019
2. ↑  https://oglobo.globo.com/cultura/detonautas-estudam-rock-para-deixarem-de-lado-musica-mcdonands-4590407
3. ↑  Rodrigues, Deco (29 de agosto de 2010). «Detonautas Roque Clube em Pelotas no Teatro Guarany». e-cult | mídia ativa. Consultado em 25 de outubro de 2019
4. ↑  «Detonautas Roque Clube coloca mais peso em seu terceiro álbum - Cifra Club News». www.cifraclubnews.com.br. Consultado em 25 de outubro de 2019
5. ↑  www2.senado.leg.br https://www2.senado.leg.br/bdsf/bitstream/handle/id/400528/noticia.htm?sequence=1. Consultado em 23 de outubro de 2019 Em falta ou vazio |título= (ajuda)
6. ↑  «Guitarrista dos Detonautas é morto em assalto». Terra. Consultado em 23 de outubro de 2019
7. ↑  TEMPO, O. (25 de abril de 2013). «Guitarrista da banda Detonautas morre em tentativa de assalto». Brasil (em inglês). Consultado em 23 de outubro de 2019
8. ↑  Globo, Acervo-Jornal O. «O adeus trágico de Rodrigo Netto, guitarrista do Detonautas, aos 29 anos». Acervo. Consultado em 16 de junho de 2019